# Lindenbach (Lanzenbach)
Der Lindenbach ist ein linker Zufluss des mittleren Lanzenbachs im Gebiet der Kleinstadt Vellberg im Landkreis Schwäbisch Hall im nordöstlichen Baden-Württemberg. Er mündet nach etwa 4⁄5 km langem Lauf nach Nordwesten etwas vor dem Vellberger Weiler Schneckenweiler.

## Geographie

### Verlauf
Der Lindenbach entsteht etwa 0,9 km südöstlich des Vellberger Talweilers Schneckenweiler im Waldgewann Lehenholz am nordwestlichen Unterhang des bewaldeten Höhenrückens des Hahnenbergs, der sich dann weiter westwärts im Kamm des Hammerbergs fortsetzt. Er entsteht aus zwei um hundert Meter langen Oberlaufästen, deren einer auf etwa 430 m ü. NHN im unteren Bereich einer oberhalb gewöhnlich wasserlosen Hangrinne entspringt.
Der Bach fließt durchweg nordwestwärts, bleibt dabei auf seinem ersten Viertelkilometer noch im Wald und gräbt sich dort sein Tal zwischen den weit ins Lanzenbachtal vorspringenden und beackerten Hangpodesten der Gewanne Lindenbühl linksseits und Birnbach rechtsseits. Er ist anfangs weniger als einen Meter breit, auf seiner Sohle liegt feines Sediment, am Ufer stehen viele Laubbäume, aber auch Fichten.
Danach fließt er etwa zwei Meter breit in einer durch flacheres Wiesen- und Weidenland führenden Schwarzerlengalerie durch einen schmalen Sumpf. Auf kurzer Strecke reicht dann die Hangbewaldung des Gewanns Birnbach wieder bis ans rechte Ufer. Daraufhin löst er sich dauerhaft vom Wald und zieht von einem Schilfröhricht und nur wenigen Bäumen und Büschen begleitet sehr flach und gerade durch Grünland. Schließlich fließt er auf etwa 382 m ü. NHN etwa 300 Meter vor dem Ortsrand von Schneckenweiler von links in den mittleren Lanzenbach ein.
Der Lindenbach mündet nach 0,8 km langem Lauf mit mittlerem Sohlgefälle von etwa 60 ‰ rund 48 Höhenmeter unterhalb des gewöhnlichen Ursprungs seines linken Quellastes.

### Einzugsgebiet
Der Lindenbach hat ein knapp 0,3 km² großes Einzugsgebiet, das naturräumlich gesehen zum größten Teil im Teilraum Burgberg-Vorhöhen und Speltachbucht des Unterraums Ellwanger Berge und Randhöhen der Schwäbisch-Fränkischen Waldberge liegt und nur mit einem kleinen Mündungsdreieck um den Unterlauf im Unterraum Vellberger Bucht des Nachbarnaturraums Hohenloher und Haller Ebene.
Etwa auf der Hälfte des Gebietes steht Wald, überwiegend am Abhang des Hahnenbergs, auf dessen Hochfläche an der südöstlichen Wasserscheide der mit 506,7 m ü. NHN höchste Punkt liegt, die andere Hälfte besteht aus den Ackerflächen auf den Geländepodesten der Gewanne Lindenbühl und Birnbach sowie aus der von Wiesen und Weiden bedeckten offenen Talflur. Das gesamte, völlig unbesiedelte Gebiet liegt in der Stadtgemarkung von Vellberg.
Im Nordosten zieht jenseits des Birnbach-Hangpodestes eine gewöhnlich wasserlose Talrinne, deren allenfalls zuoberst manchmal wasserführendes Gerinne wohl Birnbach heißt, weiter aufwärts zum Bühler-Zufluss Lanzenbach. Jenseits der Hahnenberg-Hochfläche sammelt im Südosten der Häfnerbach den Abfluss zur anderen Seite und führt ihn über den Nesselbach weit oberhalb des Lanzenbachs zur Bühler, im Süden tut dies der direkt in die Bühler mündende Hambach. Im Südwesten jenseits des Lindenbühls zieht ein namenloser kurzer Bach bei Merkelbach abwärts des Lindenbachs zum Lanzenbach.

## Geologie
Im überwiegenden Teil des Einzugsgebietes steht Gipskeuper (Grabfeld-Formation)  an, in dem auch die Bachursprünge liegen, jedoch erhebt sich im Südosten und Süden der Hahnenberghang über den Schilfsandstein (Stuttgart-Formation) und die Unteren Bunten Mergel (Steigerwald-Formation) bis zum Kieselsandstein (Hassberge-Formation) auf seiner Hochfläche. Der Bach fließt schon nach weniger als der Hälfte seiner Länge in einem sich ausweiteten Schwemmlandband, er mündet zuletzt in den holozänen Auenlehmen um den Lanzenbach.
Ein früher rechtsseits des Unterlaufs zum Gewann Birnbach hochführender und heute meist bewachsener Hohlweg, der auch als Naturdenkmal ausgewiesen ist, liegt im Gipskeuper und ist als Geotop klassifiziert.

### LUBW
Amtliche Online-Gewässerkarte mit passendem Ausschnitt und den hier benutzten Layern: Lauf und Einzugsgebiet des Lindenbachs

Allgemeiner Einstieg ohne Voreinstellungen und Layer: Daten- und Kartendienst der Landesanstalt für Umwelt Baden-Württemberg (LUBW) (Hinweise)
1. 1 2  Höhe nach dem Höhenlinienbild auf dem Hintergrundlayer Topographische Karte.
2. ↑  Länge nach dem Layer Gewässernetz (AWGN).
3. ↑  Einzugsgebiet abgemessen auf dem Hintergrundlayer Topographische Karte.
4. ↑  Länge abgemessen auf dem Hintergrundlayer Topographische Karte.
5. ↑  Natur teilweise nach dem Layer Geschützte Biotope.
6. ↑  Höhe nach grauer Beschriftung auf dem Hintergrundlayer Topographische Karte.
7. ↑  Schutzgebiet nach dem einschlägigen Layer.

### Andere Belege
1. ↑  Wolf-Dieter Sick: Geographische Landesaufnahme: Die naturräumlichen Einheiten auf Blatt 162 Rothenburg o. d. Tauber. Bundesanstalt für Landeskunde, Bad Godesberg 1962. → Online-Karte (PDF; 4,7 MB)
2. ↑  Geologie nach den Layern zu Geologische Karte 1:50.000 auf: Mapserver des Landesamtes für Geologie, Rohstoffe und Bergbau (LGRB) (Hinweise)
3. ↑  Geotop nach dem einschlägigen Layer auf: Mapserver des Landesamtes für Geologie, Rohstoffe und Bergbau (LGRB) (Hinweise)